# Борг, Андерс
Андерс Эрик Борг (швед. Anders Erik Borg; 11 января 1968, Стокгольм) — шведский экономист и политик, который работал министром финансов в правительстве Фредрика Райнфельдта с 2006 по 2014 год. Он является членом Умеренной коалиционной партии.

## Биография
Андерс Эрик Борг родился в Стокгольме в 1968 году.  Вырос в Норрчепинге. В средней школе поступил в молодежную организацию Умеренной партии. Он изучал политологию, экономическую историю и философию в Университете города Уппсала. Получил степень бакалавра экономики, начал (в конечном счете, не закончил) исследования на получение степени доктора в Университете Стокгольма. Он был в то время президентом Студенческого союза Уппсалы и вице-президентом Национальной конфедерации консервативных и либеральных студентов.
В начале 90-х он работал журналистом для журнала «Svenska Dagbladet». В 1991 году принял приглашение Карла Бильдта стать его политическим советником в офисе премьер-министра. С 1994 года работал в банковской сфере, в том числе директором департамента экономического анализа «Skandinaviska Enskilda Banken». С 2001 по 2002 он занимал должность советника Департамента денежно-кредитной политики в шведском Национальном банке. Затем он стал штатным сотрудником Умеренной партии как главный экономист и директор администрации этой группы.
После победы правоцентристской коалиции на парламентских выборах в 2006 году он был назначен министром финансов в Кабинете Фредрика Рейнфельдта. Сохранил эту должность и после выборов в 2010 году. В 2011 году «Financial Times» назвала его лучшим министром финансов в Европе.